# Fabijan Akintschyz

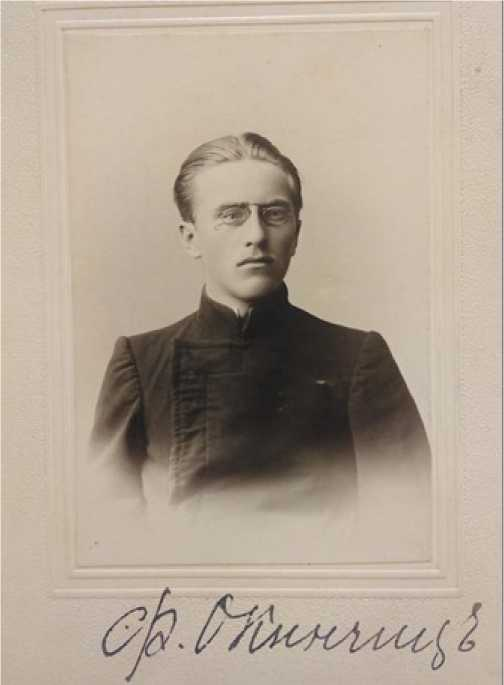
Fabijan Akintschyz

Fabijan Akintschyz (belarussisch Фабіян Акінчыц; * 20. Januar 1886 in Akintschyzy bei Stoubzy; † 7. März 1943 in Minsk) war ein belarussischer Politiker und Vorsitzender der Weißruthenischen Nationalsozialistischen Partei.

## Leben
Zwischen 1906 und 1913 studierte Akintschyz Jura an der Staatlichen Universität Sankt Petersburg. 1906 trat er der Partei der Sozialrevolutionäre bei. Nach der Beendigung seines Studiums arbeitete Akintschyz als Anwalt. 1917 schloss er sich den Bolschewiki an. 1923 kehrte Akintschyz in seine Heimat zurück, die zu dem Zeitpunkt von Polen besetzt worden war. Er arbeitete als Lehrer im Dorf Sasulje und eröffnete ein Rechtsberatungsbüro.
1926 wurde er Mitglied des Parteivorstands der Belarussischen Bauern- und Arbeiterhramada. Als Anwalt verteidigte er dabei Mitglieder der Partei vor Gericht und koordinierte die Aktivitäten der Partei im Parlament. Im November 1926 wurde er Vorsitzender des Ablegers der Partei in Vilnius und gehörte der nationalistischen Strömung innerhalb der Partei an. Im Januar 1927 verhafteten polnische Behörden mehrere Mitglieder der Hramada und warfen ihnen vor, das östliche Grenzland von Polen abspalten zu wollen. Akintschyz wurde in Vilnius zu acht Jahren Haft verurteilt. Er konnte jedoch das Gefängnis bereits im Juli 1930 verlassen. Er schloss sich dem Zentralrat für belarussische kulturelle und wirtschaftliche Organisationen, der von Anton Luzkewitsch geleitet wurde, an. Akintschyz wurde ein Führungsmitglied dieser, von der polnischen Regierung unterstützten Organisation, und schrieb für die Zeitungen Naperad (Vorwärts) und Belaruski Swon (Belarussisches Geläut). Im Jahr 1931 veröffentlichte er den antisowjetischen Text Tschamu tak stalasja? (Warum ist dies passiert?) und verließ später die Organisation, da er Luzkewitsch linke Positionen vorwarf. Im Mai 1931 gründete Akintschyz in Vilnius eine propolnische belarussische Organisation mit dem Namen Wiedergeburt. 1933 veröffentlichte er zusammen mit Uladsislau Kaslouski die Zeitung Nowy Schljach (Neuer Weg), welche die Konsolidierung der belarussischen nationalistischen Bewegung einleitete.
1933 gründete er die Weißruthenische Nationalsozialistische Partei (BNSP), die sich am deutschen Nationalsozialismus orientierte und von den polnischen Behörden verboten wurde. An einem Parteikongress im Juni 1939 in der Stadt Danzig wurde beschlossen, in Zusammenarbeit mit Deutschland ein unabhängiges Belarus zu gründen. Ab Juni 1939 arbeitete Akintschyz im belarussischen Büro des deutschen Reichspropagandaministeriums. Anfang 1940 wurde er im Auftrag des Reichsministeriums für die besetzten Ostgebiete im Weißruthenischen Komitee in Warschau eingesetzt. 1941 wurde Akintschyz Vorsitzender einer belarussischen Schule für Propagandaarbeiter in der Nähe von Berlin. Er wurde bei einem Besuch in Minsk getötet. Sowjetische Partisanen beanspruchten die Tat für sich.